# Сага Хиро
Госпожа Хиро Сага (кит. 嵯峨 浩; 16 апреля 1914 года, Токио — 20 июня 1987 года, Пекин) — дочь маркиза Сага и дальняя родственница японского императора Хирохито. В 1937 году она вышла замуж за Пуцзе, младшего брата императора Маньчжоу-го Пу И, и стала известна как Айсиньгиоро Хиро.

## Биография

### Ранние годы. Замужество
Хиро Сага родилась в Токио в семье маркиза Санэто Сага в 1914 году, став его старшей дочерью. Семейство Сага, из которого она происходила, принадлежала к аристократическому сословию кугэ.
В 1936 году Хиро была выбрана в качестве невесты для брата императора Маньчжоу-го, Пуцзе, окончившего Японскую Армейскую академию в Токио и готового к женитьбе. Как это было принято в то время, Пуцзе выбрал её по фотографии, отклонив остальные варианты. Учитывая то, что его брат император Пу И и его супруга Вань Жун не имели детей, эта свадьба могла бы иметь дипломатически выгодные для Японии последствия, и была направлена как на укрепление отношений между Маньчжоу-го и Японией, так и на внедрение этнического японца в ряды маньчжурской императорской семьи.
Обручение Хиро и Пуцзе состоялось в посольстве Маньчжоу-го в Токио 2 февраля 1937 года, а официальная свадебная церемония — 3 апреля в Токио, в Зале Императорской армии. В октябре пара переехала в Синьцзин, столицу Маньчжоу-го. У них родились две дочери: первая — в 1938, а вторая — в 1940 году.

### После эвакуации
Во время эвакуации, вызванной советским вторжением в Маньчжурию летом 1945 года, Хиро была отделена от своего супруга. В то время, как Пуцзе вместе с братом пытались бежать в Японию самолётом (попытка оказалась безуспешной, и они были захвачены советскими солдатами), Сага Хиро и её младшая дочь были отправлены поездом в Корею вместе с императрицей Вань Жун. Этот поезд был захвачен китайскими коммунистами в Цзилине в январе 1946 года. В апреле пленницы были переведены в Чанчунь, а через некоторое время снова возвращены в Цзилинь. Когда силы Гоминьдана бомбили город во время Гражданской войны в Китае, заключённые были переведены в тюрьму Яньцзи.
Позже, уже после смерти Вань Жун, госпожа Хиро Сага и её дочь были доставлены в тюрьму в Шанхае, а в конечном итоге репатриированы в Японию. В 1961 году, после освобождения Пуцзе из китайского лагеря для военных преступников, пара воссоединилась с разрешения премьера Госсовета КНР Чжоу Эньлая и жила в Пекине.
В 1987 году Хиро Сага скончалась, а спустя 7 лет ушёл из жизни её супруг. Оба они были похоронены на участке семьи Айсиньгиоро в Симоносеки (префектура Ямагути), вместе с их старшей дочерью Хуэйшэн, погибшей при невыясненных обстоятельствах в 1957 году.